# هيدروكسيلاز التيروسين
هيدروكسيلاز التيروسين أو تيروسين 3-أحادي الأكسيجيناز هو إنزيم مسؤول على تحفيز تحويل الحمض الأميني L-تيروسين إلى L-‏4،3- ثنائي هيدرو فينيل ألانين (L-دوبا)، ويقوم بذلك باستخدام الأكسجين الجزيئي (O2) والحديد (Fe2+) ورباعي الهيدروبيوبترين كعوامل مرافقة. L-دوبا هو المركب الطليعي للدوبامين الذي بدوره هو مركب طليعي للناقلين العصبيين نورإبينفرين (نورأدرينالين) والإبينيفرين (الأدرينالين). يحفز هيدروكسيلاز التيروسين الخطوة المحدِّدة للمعدل في تخليق الكاتيكولامينات. لدى البشر، يشفَّر هيدروكسيلاز التيروسين بواسطة جين TH، ويتواجد الإنزيم في الجهاز العصبي المركزي، الجهاز العصبي الودي ولب الغدة الكظرية. يشكل هيدروكسيلاز التيروسين وهيدروكسيلاز الفينيل ألانين وهيدروكسيلاز التريبتوفان عائلة من هيدروكسيلازات الأحماض الأمينية العطرية (AAAHs).